# Perilla de Castro
Perilla de Castro es un municipio y localidad de España, en la provincia de Zamora, comunidad autónoma de Castilla y León. Tiene una superficie de 33,11 km² con una población de 171 habitantes (2017) y una densidad de 5,16 hab./km². En su término municipal se encuentra la localidad de La Encomienda.

## Historia
La ocupación primitiva del término municipal se remonta al Paleolítico, dados los restos achelenses localizados en los yacimientos del Pago de Valdespino y el de Valdementiras.
Durante la Edad Media Perilla de Castro quedó integrado en el Reino de León, cuyos monarcas habrían acometido la repoblación de la localidad dentro del proceso repoblador llevado a cabo en la zona.
Durante la Edad Moderna, Perilla de Castro estuvo integrado en el partido de Carbajales de Alba de la provincia de Zamora, tal y como reflejaba en 1773 Tomás López en Mapa de la Provincia de Zamora. Así, al reestructurarse las provincias y crearse las actuales en 1833, la localidad se mantuvo en la provincia zamorana, dentro de la Región Leonesa, integrándose en 1834 en el partido judicial de Alcañices, dependencia que se prolongó hasta 1983, cuando fue suprimido el mismo e integrado en el Partido Judicial de Zamora.

## Geografía humana

### Demografía
Cuenta con una población de 148 habitantes (INE 2024).
| Gráfica de evolución demográfica de Perilla de Castro entre 1842 y 2021                                               |
| |
| Población de derecho según los censos de población del INE. Población de hecho según los censos de población del INE. |

| 286                        | 266 | 247 | 230 | 202 | 167 |
| (Fuente: [cita requerida]) |     |     |     |     |     |

## Patrimonio
- Iglesia parroquial de San Martín de Tours, de pórtico enrejado y espadaña con pináculos, acoge en su interior un crucificado gótico y el busto original de la imagen de la Virgen de Roaces —siglo XIV— afectada por un incendio que destruyó su antigua ermita, motivo por el que actualmente es venerada en la Iglesia.
- Arquitectura tradicional. Realizada con materiales como piedra, pizarra y sobre todo adobe, aunque también ladrillo y madera recuerdan la auténtica rural de la zona, visible en viviendas antiguas, restos de palomares, cortinas o chimeneas entre otros elementos rurales típicos.
- Puente de la Estrella de 1869. Se sitúa bajo las aguas del embalse de Ricobayo aunque es visible periódicamente en años de sequía. Fue inundado en 1930, lo que obligó a construir otro puente bautizado con el mismo nombre.
- Puente de la Estrella de 1933. Es un puente de la carretera N-631 situado sobre el río Esla ya en el embalse de Ricobayo, entre los municipios de Perilla de Castro y San Cebrián de Castro que se construyó para sustituir al anterior puente de la Estrella de 1869 que quedó sumergido tras la puesta en marcha de la presa.

## Gastronomía
La gastronomía comparte los sabrosos productos naturales del entorno con estilo tradicional en guisos como el cocido, sopa de ajo, carnes de ternera, asados de cordero, lechazo, piezas de caza, legumbres, verduras y frutas, setas o derivados de la matanza del cerdo, además de repostería típica con pastas, magdalenas, rosquillas, bollos etc.

## Fiestas
Perilla celebra sus fiestas patronales en honor a San Martín el 11 y 12 de noviembre, y las populares a principios de agosto, aunque desde el punto de vista religioso también honran a San Marcos en abril. Se perdió -con la antigua ermita- la celebración de la romería aunque la imagen es venerada localmente con intensidad.